# Vendémiaire Pavot
Pour les articles homonymes, voir Pavot (homonymie).
Vendémiaire Pavot, né le 30 septembre 1883 à Valenciennes et mort le 18 septembre 1929 dans le 16e arrondissement de Paris, est un sculpteur français du début du XXe siècle.

## Biographie
Vendémiaire Pavot est né le 30 septembre 1883, rue Askièvre à Valenciennes. (Une plaque commémorative a été apposée sur la façade de sa maison natale)
Vendémiaire Pavot débute en suivant les cours d’architecture de Paul Dusart à Valenciennes, mais se sent attiré vers la sculpture ; il obtient de nombreuses médailles avec Maugendre et Barbaroux.
Après avoir passé l’examen d’ouvrier d’art, il s’engage dans l’armée à 18 ans et, sitôt libéré, reprend ses cours avec Barbaroux qui discerne très vite en lui un tempérament d’artiste et le pousse vers Paris où il est reçu d’emblée aux Beaux-Arts.
Il entre alors dans l’atelier de Barrias puis de Coutan et décroche assez de prix et de médailles pour être admis au concours d’essai du Prix de Rome.
Il présente sa sculpture « Esprit d’imitation » au Concours Chenavard qui le récompense et au Salon des Artistes Français, qui lui accorde la 3ème médaille d’or.
Vendémiaire Pavot propose ensuite un groupe de sculptures plus important, « La Faunesse » : une jeune fille qui se moque de deux satyres qui, la poursuivant, restent accrochés par leurs cornes aux lianes de la forêt. Pour l’époque, beaucoup de hardiesse se révélait ici. L’artiste avait cherché à retrouver, dans un esprit moderne, la conception des Grecs. Le groupe de sculptures fut récompensé des trois Primes du Concours Chenavard.
Vendémiaire Pavot obtient aussi pour cette même œuvre la médaille d’argent au Salon, le prix de la plus belle composition de la « Ville de Paris » et une bourse de voyage de l’Etat. 
La renommée de l’artiste était faite. Il est l’auteur du buste de Claudin Lejeune pour l’Opéra-Comique. 
En 1914 au Salon, il expose l’« Enfant et son Ombre ».
Pendant la Première Guerre mondiale, Vendémiaire Pavot fait son devoir, mais sort de la tourmente plus défait encore moralement que physiquement. 
Plus tard, il obtient la commande de la statue du Général Chanzy, du Monument aux morts de Nouart, d’une figure de fillette pour celui de Charleville, d’une Allégorie de l’Aviation pour le Salon de l’Aéronautique.
En 1923, c’est lui qui exécute, après le décès de Gauquié, le projet du monument aux Officiers de l’Ecole militaire de Vincennes. 
Son idéalisme le pousse vers la sculpture religieuse et il exécute pour l’église de Bantheville un grand « Christ en croix », qu’il taille lui-même dans la pierre, et à qui il donne une physionomie sereine, empreinte de paix. Il interprète les « Quatre Evangélistes » pour Paris puis, pour l’Hôtel de Ville d’Albert, douze bas-reliefs où règnent la simplicité, la douceur et la sérénité.
Il meurt prématurément d’une crise cardiaque le 18 septembre 1929 à Paris. 

## Œuvre
Certaines de ses œuvres sont présentes à Valenciennes comme :
- Le médaillon d'Edmond Membrée, musicien valenciennois du xixe siècle, réalisé en 1912.
- La sculpture L’Instinct d’imitation

- La sculpture La Faunesse de 1913, dans le Jardin de la Rhonelle à Valenciennes.

- La sculpture L’Enfant et son Ombre de 1914
- La statue du Général Chanzy, du Monument aux morts de Nouart
- Figure de fillette pour le Monument aux morts de Charleville.
- Allégorie de l’Aviation pour le Salon de l’Aéronautique.
- Christ en croix pour l’église de Bantheville dans la Meuse.

- Il est également l'auteur de la frise en béton moulé qui décore la façade de l'hôtel de ville d'Albert (Somme) inauguré en 1932. Cette frise est une allégorie de l'histoire récente d'Albert et de ses environs ; sont représentés : le départ d'un père à la guerre et son retour dans ses foyers, les travaux des champs et l'industrie mécanique.